# Mühlenberg (Ostermunzel)
Das Hohe Saalfeld, nach seiner langjährigen Nutzung oft der Mühlenberg genannt, ist eine etwa 67,5 m ü. NHN hohe Erhebung beim Barsinghäuser Stadtteil Ostermunzel in der niedersächsischen Region Hannover. Es wurde regional bekannt als Aufstellungsort des „Kolosses von Ostermunzel“.

## Geographie

### Lage
Das Hohe Saalfeld liegt im Calenberger Land etwa einen Kilometer nordnordwestlich von Ostermunzel und 1,3 km südöstlich von Holtensen. Mit Ausnahme eines kleinen Gehölzes nordöstlich des Gipfels wird es als Ackerland genutzt. Vom Hohen Saalfeld nach Norden erstreckt sich ein Windpark. Am Nordosthang des Hohen Saalfeldes liegt die Schutzzone des Wasserwerks Forst Esloh.

### Naturräumliche Zuordnung
Das Hohe Saalfeld gehört in der naturräumlichen Haupteinheitengruppe Niedersächsische Börden (Nr. 52), in der Haupteinheit Calenberger Lößbörde (521) und in der Untereinheit Hannoversche Börde (521.0) zum Naturraum Kirchwehrener Hügelland (521.00).

## Infrastruktur
Beim Gipfel des Hohen Saalfeldes verlaufen mehrere auch als Radwanderwege genutzte landwirtschaftliche Wege. Es gibt eine nicht in den Fahrplänen der Regiobus Hannover zu findende Sonderhaltestelle Ostermunzel Mühlenberg, eine Sitzbank sowie ein Insektenhotel. Im Dezember 2016 entstand eine Schutzhütte.

## Mühle
Das Hohe Saalfeld war lange Standort einer Windmühle. Ihr ältester Nachweis ist die Urkunde einer Pachtverlängerung aus dem Jahr 1663. Die Mühle war Zwangsmühle für die Bauern aus Ostermunzel, Holtensen, Dedensen, Almhorst, Kirchwehren, Lathwehren, Döteberg, Stemmen, Barrigsen und Groß Munzel im damaligen Amt Blumenau. Auf der im Jahr 1781 erstellten Karte der Kurhannoverschen Landesaufnahme ist sie als Holtenser Windmühle eingezeichnet. Die im 19. Jahrhundert Hohensahlsmühle genannte Bockwindmühle wurde 1872 samt Grundstück für 6350 Taler verkauft. Im Rahmen eines erneuten Verkaufs des Grundstücks im Jahr 1932 musste die Mühle abgerissen werden.

## Findling

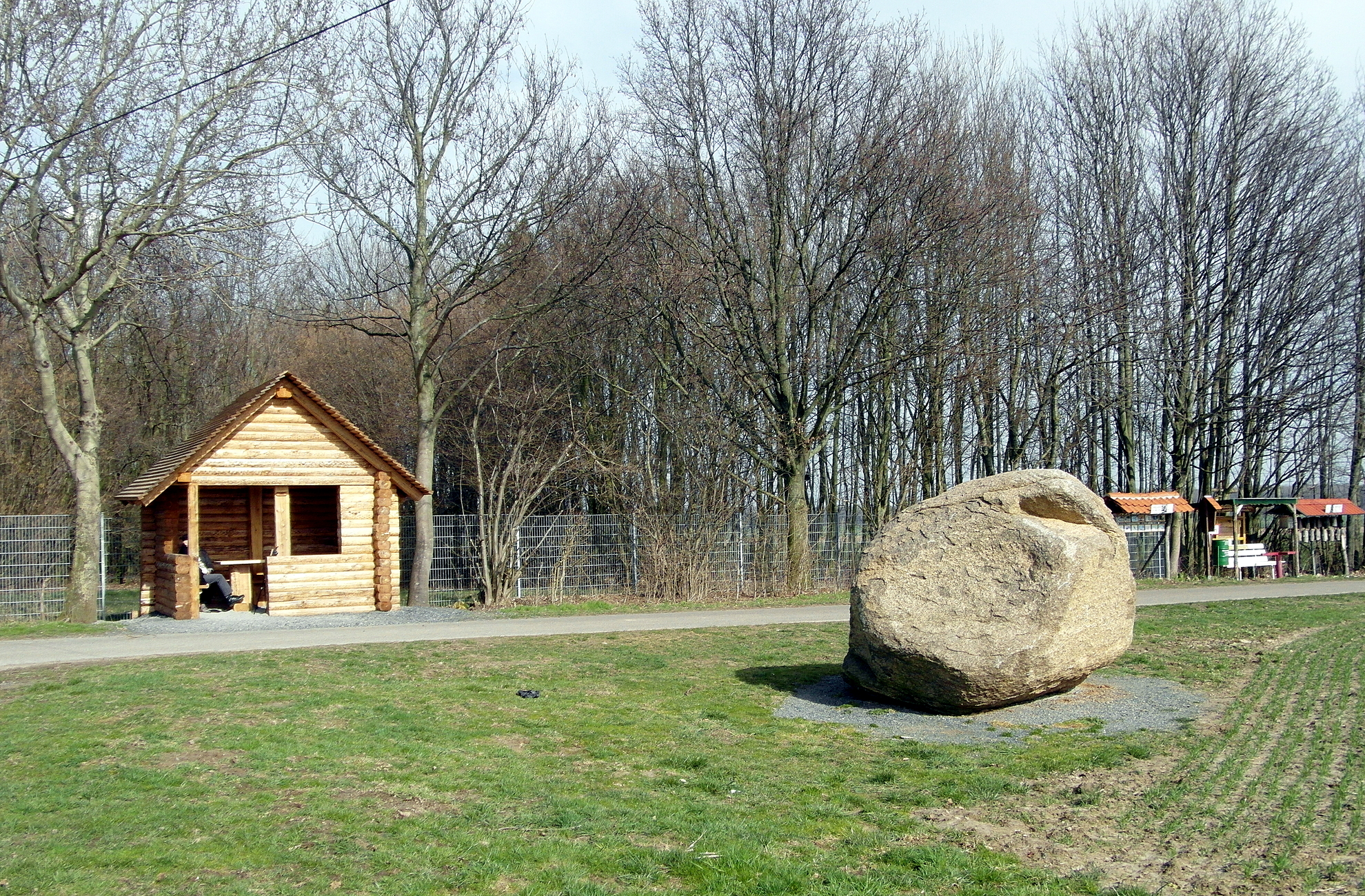
Die Schutzhütte und das Naturdenkmal Gneis

Im Jahr 2013 wurde etwa einen Kilometer entfernt bei der Kreisstraße 253 zwischen Ostermunzel und Dedensen ein Findling gefunden. Dieser wurde 2015 ausgegraben, zum Mühlenberg transportiert und dort etwa 200 m östlich des Gipfels an der Weggabelung am Ende des Mühlenbergweges aufgestellt. Der in der Presse auch „Koloss von Ostermunzel“ genannte Findling wurde 2016 zum Naturdenkmal erklärt.